# Abiko
Abiko (我孫子市, Abiko-shi) (我孫子市, Abiko-shi?) és una ciutat localitzada al nord-oest de Prefectura de Chiba, Japó, forma part de l'àrea del Gran Tòquio.
La ciutat va ser fundada el 31 de març de 1971. El nom de la ciutat significa literalment "El meu net". L'1 de desembre de 2013, la ciutat tenia una estimació poblacional de 131.801 habitants i una densitat de població de 3,050 persones per km². L'àrea total del municipi és de 43,19 km².
Abiko es troba en l'extrem nord-oest de la prefectura de Chiba, vorejada pel nord pel riu Tone i limita amb les municipalitats de Toride (取手市) I Tone (利根町-北相馬郡) pertanyents a la Prefectura de Ibaraki, i de Kashiwa (柏市) i Inzai (印西市) pertanyents a la seva mateixa Prefectura de Chiba.

## Municipis veïns
Prefectura de Chiba
- Inzai
- Kashiwa

Prefectura d'Ibaraki
- Toride
- Tone

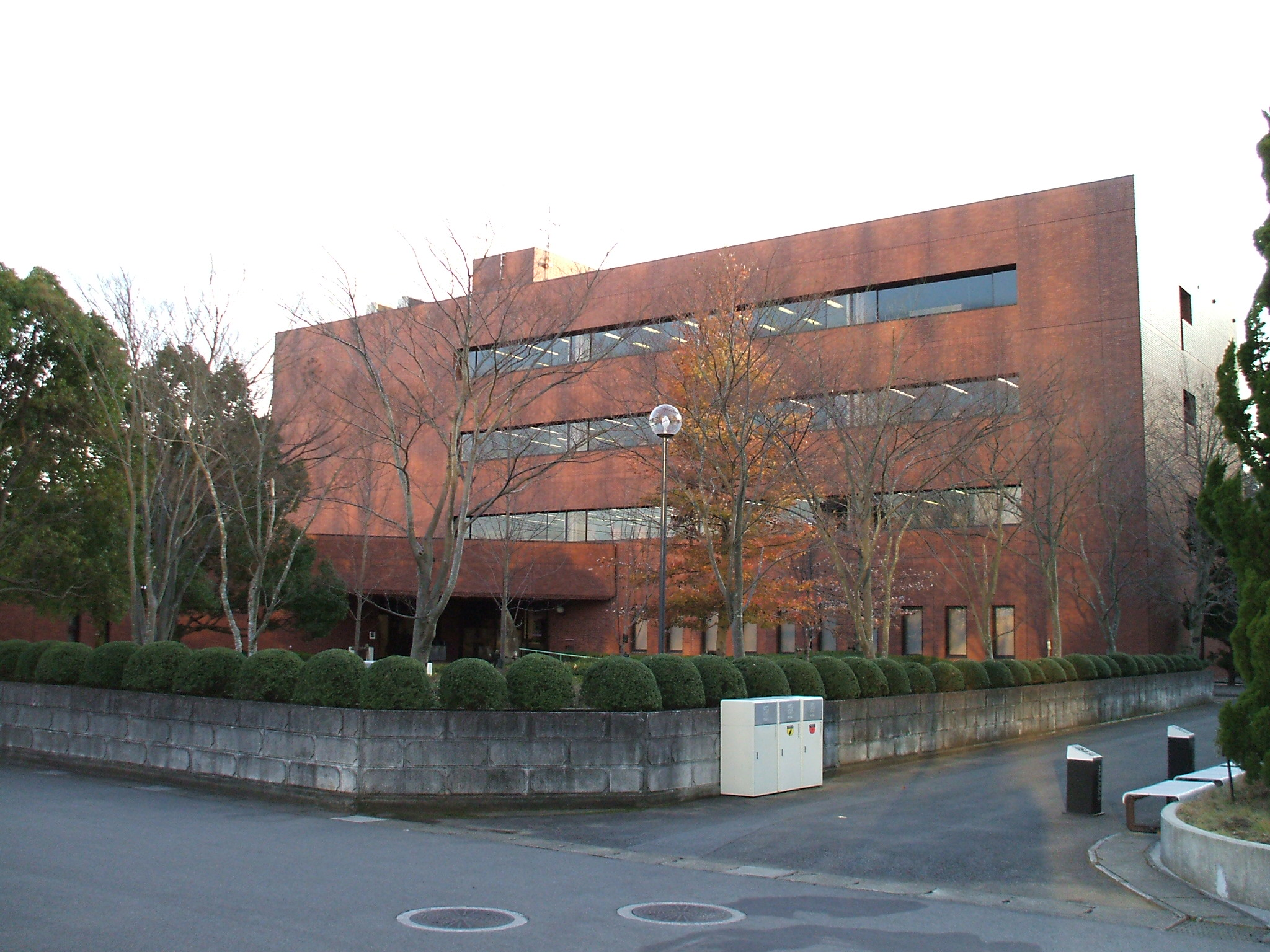
Biblioteca de la Universitat de Chuo Gakuin.
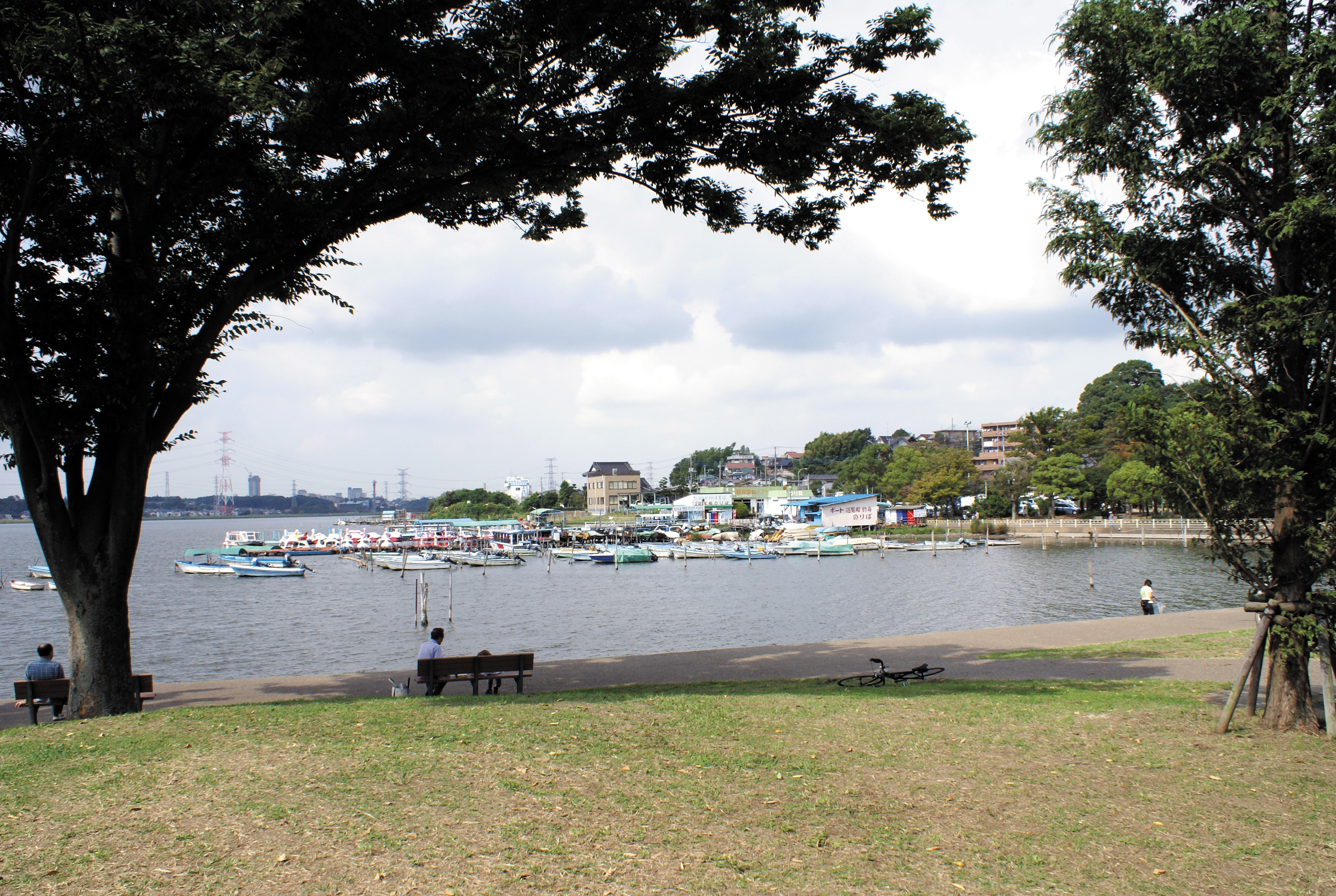
Estany Teganuma i el parc del mateix nom, a la ciutat d'Abiko
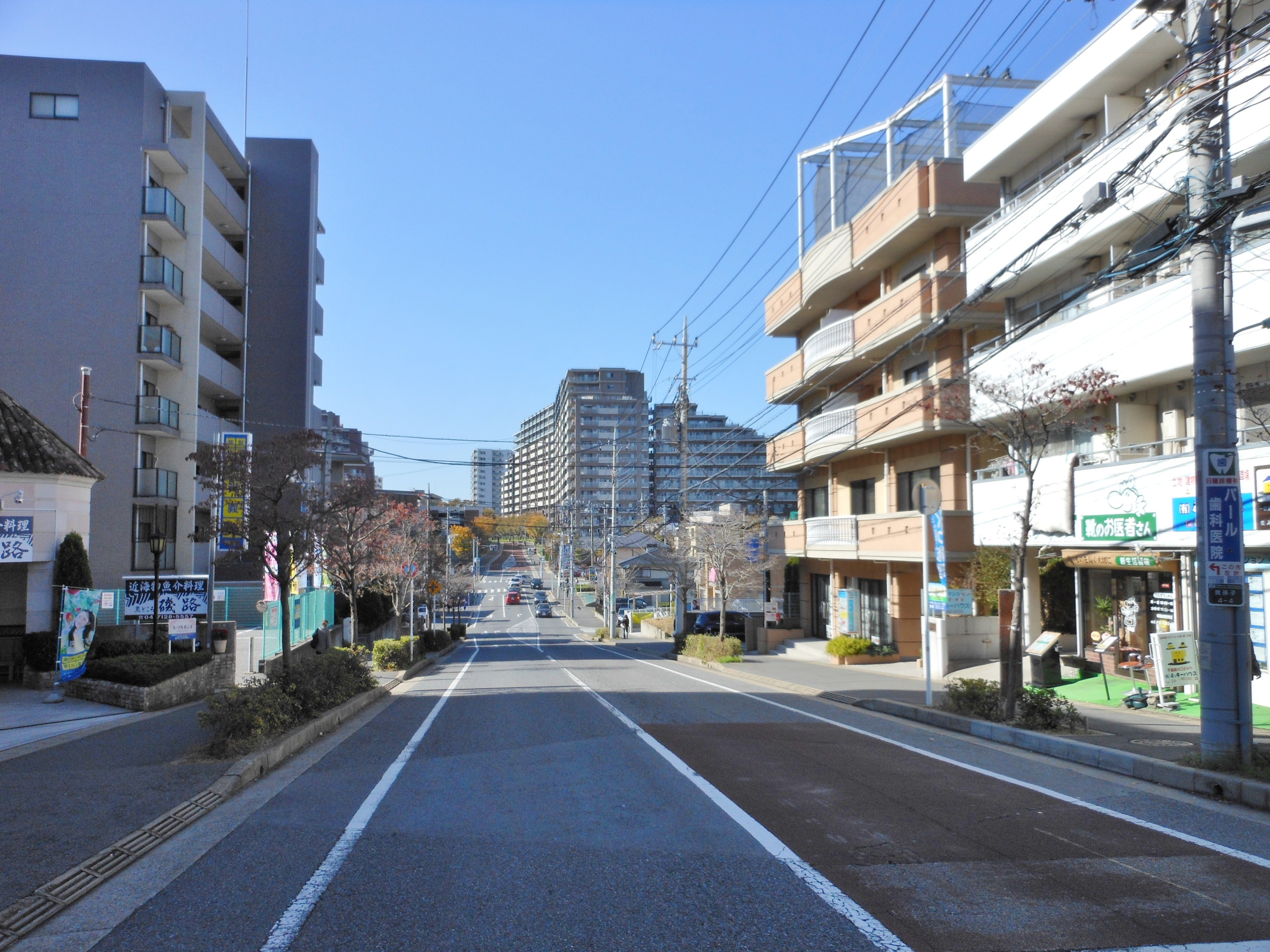
Avinguda a la ciutat d'Abiko